# Insula Shutter (film)
Shutter Island este un film thriller psihologic din 2010, regizat de Martin Scorsese, cu Leonardo DiCaprio rolul principal. Filmul se bazează pe romanul omonim din 2003, Shutter Island, scris de Dennis Lehane. Producția filmului a început în martie 2008. Shutter Island trebuia să aibă premiera în octombrie 2009, dar Paramount Pictures în cele din urmă a ales data de 19 februarie 2010. Șeful executiv de la Paramount, Brad Grey, a dat vina pe recesiunea economică recentă ca fiind motivul principal din spatele amânării datei de lansare.

## Povestea
Este anul 1954 și șeriful Teddy Daniels este mandatat pentru a investiga dispariția unui pacient din spitalul de pe insula Shutter de lângă Boston. El a făcut presiuni să primească această misiune pe insulă din motive personale, dar apoi se întreabă dacă el nu cumva a fost adus acolo ca parte a unui complot al medicilor din spital al căror tratament radical variază de la lipsa de etică la metode ilegale de-a dreptul sinistre. Competența de investigare a lui Teddy în curând îi va oferi o pistă promițătoare, dar spitalul refuză accesul la înregistrările sale. După ce un uragan întrerupe toate comunicațiile cu continentul, mai mulți criminali periculoși „evadează” în confuzia creată și încurcat de mulțimea de indicii improbabile, Teddy începe să se îndoiască de tot - de memoria lui, de partenerul său, chiar și de propria sa sănătate mentală.

## Distribuția

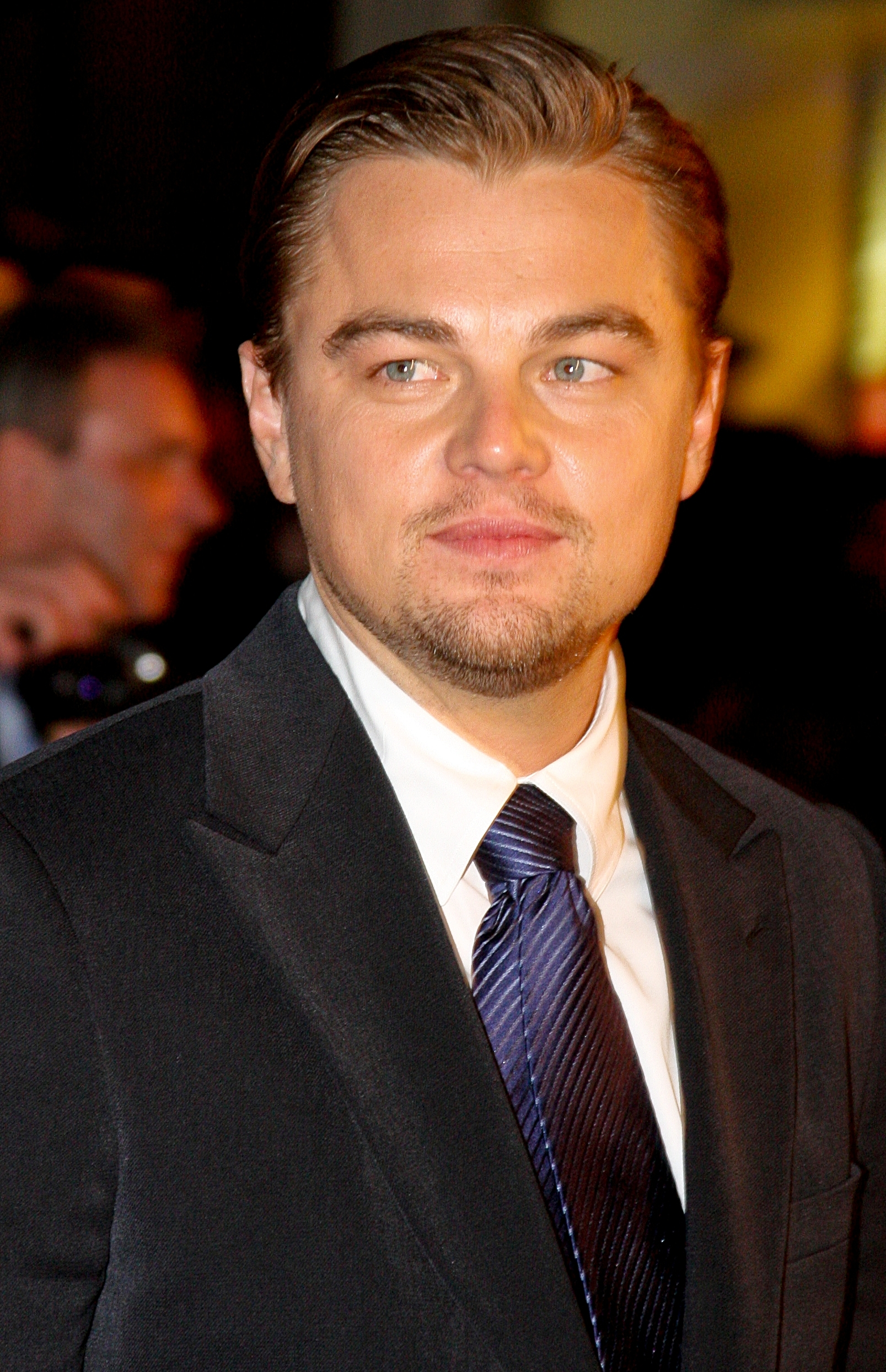
Leonardo DiCaprio

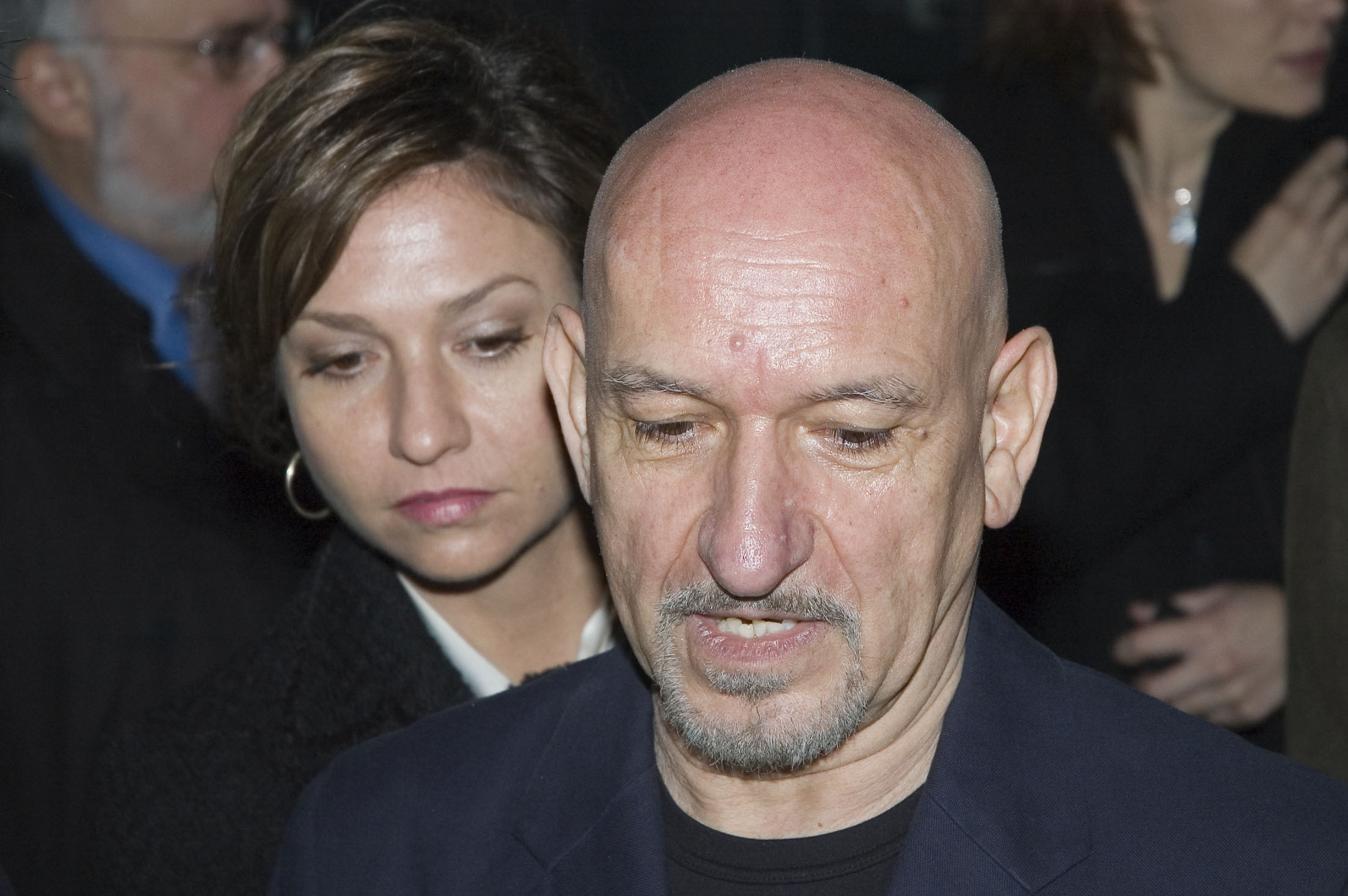
Ben Kingsley

- Leonardo DiCaprio este șeriful Edward "Teddy" Daniels[7]
- Mark Ruffalo este șeriful american Chuck Aule
- Ben Kingsley este Dr. John Cawley[8]
- Michelle Williams este Dolores Chanal Daniels[9]
- Emily Mortimer este Rachel Solando[10]
- Max von Sydow este Dr. Jeremiah Naehring[10]
- Jackie Earle Haley este George Noyce[10]
- Ted Levine este Warden[10]
- John Carroll Lynch este Șeriful Warden McPherson[10]
- Elias Koteas este Andrew Laeddis[10]
- Patricia Clarkson este Dr. Rachel Solando[11]

## Muzica
O listă completă a albumului poate fi văzută mai jos. Toate opere muzicale apar în filmul final
- Discul 1

1. "Fog Tropes" (Ingram Marshall) – Orchestra din St. Lukes, dirijată de John Adams
2. "Symphony No. 3: Passacaglia — Allegro Moderato" (Krzysztof Penderecki) – National Polish Radio Symphony, condusă de Antoni Wit
3. "Music For Marcel Duchamp" (John Cage) – Philipp Vandré
4. "Hommage à John Cage" – Nam June Paik
5. "Lontano" (György Ligeti) – Filarmonica din Viena, dirijată de Claudio Abbado
6. "Rothko Chapel 2" (Morton Feldman) – UC Berkeley Chamber Chorus
7. "Cry" – Johnnie Ray
8. "On The Nature Of Daylight" – Max Richter
9. "Uaxuctum: The Legend Of The Mayan City Which They Themselves Destroyed For Religious Reasons – 3rd Movement" (Giacinto Scelsi) – Vienna Radio Symphony Orchestra
10. "Quartet for Strings and Piano in A minor" (Gustav Mahler) – Prazak Quartet

- Discul al 2-lea

1. "Christian Zeal And Activity" (John Adams) – The San Francisco Symphony, dirijată de Edo de Waart
2. "Suite For Symphonic Strings: Nocturne" (Lou Harrison) – The New Professionals Orchestra, conducted by Rebecca Miller
3. "Lizard Point" – Brian Eno
4. "Four Hymns: II For Cello And Double Bass" (Alfred Schnittke) – Torleif Thedéen & Entcho Radoukanov
5. "Root Of An Unfocus" (John Cage) – Boris Berman
6. "Prelude — The Bay" – Ingram Marshall
7. "Wheel Of Fortune" – Kay Starr
8. "Tomorrow Night" – Lonnie Johnson
9. "This Bitter Earth"/"On The Nature Of Daylight" – Dinah Washington/Max Richter

## Producția
Regizorul Martin Scorsese și actorul Leonardo DiCaprio, care au lucrat împreună la trei filme, au fost amândoi atrași de Shutter Island pentru colaborarea lor următoare. Locații din Massachusetts, Connecticut și Nova Scotia au fost cercetate în vederea stabilirii locurilor de filmare.  Producția filmului a început pe 6 martie 2008.
Filmarea cu scene retrospective (flashback) din al doilea război mondial pentru personajul interpretat de DiCaprio, un fost soldat, a avut loc în Taunton, Massachusetts.

## Primire
Publicul chestionat de CinemaScore a acordat filmului nota „C+” pe o scară de la „A+” la „F”.